# Markus Oscarsson
Markus Oscarsson (Västerås, 9 de mayo de 1977) es un deportista sueco que compitió en piragüismo en la modalidad de aguas tranquilas.
Participó en cinco Juegos Olímpicos, entre los años 1996 y 2012, obteniendo dos medallas, oro en Atenas 2004 y plata en Sídney 2000, ambas en la prueba de K2 1000 m.
Ganó cinco medallas en el Campeonato Mundial de Piragüismo entre los años 2001 y 2011, y tres medallas en el Campeonato Europeo de Piragüismo entre los años 2002 y 2006.

## Palmarés internacional
| Juegos Olímpicos   | Juegos Olímpicos             | Juegos Olímpicos  | Juegos Olímpicos |
| Año                | Lugar                        | Medalla           | Competición      |
| ------------------ | ---------------------------- | ----------------- | ---------------- |
| 2000               | Sídney (Australia)           | Medalla de plata  | K2 1000 m        |
| 2004               | Atenas (Grecia)              | Medalla de oro    | K2 1000 m        |
| Campeonato Mundial |                              |                   |                  |
| Año                | Lugar                        | Medalla           | Competición      |
| 2001               | Poznań (Polonia)             | Medalla de bronce | K2 500 m         |
| 2002               | Sevilla (España)             | Medalla de oro    | K2 1000 m        |
| 2003               | Gainesville (Estados Unidos) | Medalla de oro    | K2 1000 m        |
| 2006               | Szeged (Hungría)             | Medalla de oro    | K1 1000 m        |
| 2011               | Szeged (Hungría)             | Medalla de plata  | K2 1000 m        |
| Campeonato Europeo |                              |                   |                  |
| Año                | Lugar                        | Medalla           | Competición      |
| 2002               | Szeged (Hungría)             | Medalla de oro    | K2 1000 m        |
| 2002               | Szeged (Hungría)             | Medalla de bronce | K2 500 m         |
| 2006               | Račice (República Checa)     | Medalla de bronce | K1 1000 m        |